# Nạn đói Nga 1921

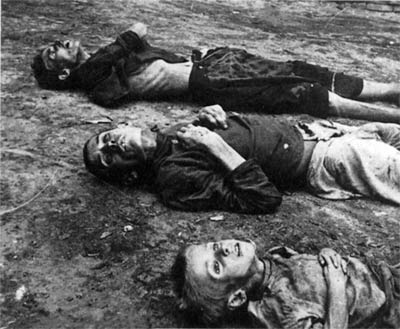
Nạn nhân nạn đói của Nga năm 1921-1922.

Nạn đói Nga năm 1921, còn được gọi là nạn đói Povolzhye, là một nạn đói nghiêm trọng ở Nga Xô viết bắt đầu vào mùa xuân năm 1921 và kéo dài qua năm 1922. Nạn đói này đã làm chết khoảng 6 triệu người, chủ yếu ảnh hưởng đến các khu vực sông Volga và Ural.
Nạn đói này là kết quả của ảnh hưởng kết hợp của rối loạn kinh tế đã bắt đầu trong thế chiến thứ nhất, và tiếp tục qua các rối loạn của Chiến tranh Cách mạng, nội chiến Nga khiến các vùng nông nghiệp bị tàn phá, bị làm trầm trọng thêm bởi hệ thống đường sắt bị chiến tranh phá hủy nên không thể phân phối thực phẩm một cách hiệu quả, và chính sách trưng thu lương thực thời chiến của chính quyền Đế quốc Nga, và sau đó là các bên trong thời kỳ nội chiến Nga.
Một trong những đợt hạn hán liên tục của Nga vào năm 1921 làm trầm trọng thêm tình hình thành một thảm họa quốc gia. Mức độ đói rất nghiêm trọng, người ta nghi ngờ rằng hạt ngũ cốc đã có thể được gieo chứ không phải ăn. Tại một thời điểm, các cơ quan cứu trợ đã phải nhường ngũ cốc cho các nhân viên đường sắt để được vận chuyển nguồn cứu trợ. Chính phủ một số nước phương Tây đã gửi thực phẩm và thuốc men để nuôi sống hàng triệu người Nga ở những vùng bị ảnh hưởng bởi nạn đói trong thời gian này.
Tới năm 1922, nhờ việc nội chiến Nga kết thúc, nền kinh tế được khôi phục cùng với các khoản cứu trợ từ Mỹ và châu Âu, nạn đói đã chấm dứt.

## Hoàn cảnh
Nền kinh tế Nga vốn lạc hậu nên không chịu được cường độ cao của cuộc chiến tranh thế giới thứ nhất. Lệnh tổng động viên 10 triệu nam giới tham gia nhập ngũ đã làm cho sản xuất nông nghiệp thiếu nhân lực nghiêm trọng nên ngày càng suy thoái. Từ năm 1916 đến 1917, sản lượng lương thực của Nga giảm 20%. Nạn mất mùa, đói kém xảy ra khắp nơi. Sản xuất công nghiệp cũng đình đốn trong chiến tranh nên nạn thất nghiệp tăng nhanh.
Tới năm 1917, nước Nga đã lâm vào một cuộc khủng hoảng kinh tế và chính trị hết sức trầm trọng. Sản xuất công nghiệp chỉ bằng 36,4% so với năm trước. Giao thông vận tải hầu như bị tê liệt, ảnh hưởng đến việc vận chuyển và cung cấp lương thực.
Trong tình hình chiến tranh gây ra nạn đói, các mặt hàng có giá trị nhất là ngũ cốc, vì vậy các phú nông và thương buôn đã đầu cơ, tích trữ lương thực: giá lương thực tăng cao hơn so với bất kỳ loại hàng hóa khác trong chiến tranh. Năm 1916, giá lương thực tăng cao hơn so với mức lương 3 lần, mặc dù vụ mùa bội thu trong cả hai năm 1915 và 1916. Giá ngũ cốc từ 2,5 rúp được dự đoán sẽ tăng lên đến 25 rúp. Với giá lương thực đắt đỏ, trong suốt năm 1916, người lao động ở đô thị Nga chỉ ăn trung bình khoảng từ 200 đến 300 gram lương thực cho mỗi ngày. Năm 1917, dân cư ở các đô thị của Nga được phép mua chỉ 450 gram bánh mỳ cho mỗi người lớn, mỗi ngày.
Do Thế chiến thứ nhất và sau đó là nội chiến, quy mô quân đội Nga tăng lên rất lớn. Nguồn cung cấp thực phẩm là vô cùng cần thiết cho các binh sĩ. Để nuôi sống quân đội, chính phủ đã ra lệnh trưng thu lương thực từ những người nông dân mà không bồi thường hoặc bồi thường rất ít. Do đó nông dân Nga bắt đầu sản xuất ít lương thực hơn và bán một phần sản phẩm của họ ra chợ đen. Khi chính phủ nhận thức được điều này, họ bắt đầu tịch thu lương thực từ nông dân, khiến cho tình hình sản xuất nông nghiệp trở nên tồi tệ hơn. Đúng lúc này thì hạn hán xảy ra tại Nga. Ví dụ, ở khu vực Samara Gubernia, lượng mưa trung bình của tháng 6 là 46,9 mm đã giảm xuống chỉ còn 5,1 mm vào năm 1921. Những điều này là nguyên nhân dẫn đến mất mùa.
Khi nội chiến xảy ra vào năm 1919, tại các vùng nông thôn Nga, các nhóm quân Bạch Vệ tổ chức những cuộc nổi loạn, phá hoại ngầm, lật đổ những đoàn xe hỏa chở lương thực và những hàng thiết yếu khác cho tiền tuyến và hậu phương, khiến việc sản xuất nông nghiệp và vận chuyển lương thực bị đình trệ. Năm 1919, cả triệu quân Bạch Vệ đã chiếm nhiều vùng lãnh thổ lớn tại Nga (bao gồm nhiều vùng nông nghiệp quan trọng tại Ukraina và dọc sông Volga), các đội quân này một mặt đốt phá làng mạc, cướp bóc của cải, giành lấy lương thực từ nông dân để nuôi sống binh sỹ của họ, mặt khác ngăn chặn việc vận chuyển lương thực từ các vùng chiếm đóng sang các vùng do Hồng quân kiểm soát. Đại tướng Zhukov, khi đó là một thanh niên trẻ, ghi trong hồi ký rằng quân Bạch Vệ đã "cướp đến mẩu bánh mì cuối cùng trong gia đình nông dân"

## Khắc phục nạn đói

### Chính sách nông nghiệp mới
Để chống đói, nhà nước Nga Xô viết đã huy động tất cả các tổ chức, doanh nghiệp, hợp tác xã, công đoàn, tổ chức thanh niên, Hồng quân tham gia cày cấy. Theo một nghị định của Ủy ban Điều hành Trung ương Xô Viết toàn Nga ngày 18 tháng 6 năm 1921, Ủy ban Trung ương Cứu trợ đói khát (Ủy ban Trung ương Pomgol) được thành lập như một tổ chức có quyền lực khẩn cấp trong lĩnh vực cung cấp và phân phối thực phẩm. Nó được lãnh đạo bởi Chủ tịch Ủy ban Điều hành Trung ương toàn Nga, Mikhail Ivanovich Kalinin.  Vào tháng 5 và tháng 6 năm 1921, Lenin đã ra lệnh mua thực phẩm ở nước ngoài, chính phủ đã mua ở nước ngoài khoảng 1 triệu tấn sản phẩm bột mì, trị giá 92,6 triệu rúp vàng. Vào ngày 9 tháng 2, nước Nga Xô viết đã phân bổ cho việc mua thực phẩm chỉ ở Hoa Kỳ với số tiền khoảng 12 triệu 200 nghìn đô la. Trong hai năm, lượng thực phẩm trị giá 13 triệu đôla đã được mua chỉ riêng ở Hoa Kỳ.
Năm 1921, khó khăn lớn nhất mà Nhà nước Nga Xô viết vấp phải là thiếu lương thực. Vì vậy, Lenin đề ra thuế lương thực với mục đích là "biện pháp cấp tốc cương quyết nhất, cấp thiết nhất để cải thiện đời sống của người nông dân và nâng cao lực lượng sản xuất của họ". Tác dụng kích thích của thuế lương thực đối với nông dân sản xuất là ở mức thuế thấp. Mức thuế lương thực đã được giảm xuống thấp hơn mức trưng thu gần 1/2, thủ tục thuế được đơn giản hoá. Từ tháng 5/1923 thực hiện thuế đồng nhất với hình thức hỗn hợp bằng tiền tệ hoặc hiện vật tuỳ theo sự lựa chọn của nông dân, còn từ năm 1924, hình thức tiền tệ của thuế là chủ yếu. Mức thuế có phân biệt đối với các bộ phận nông dân: đối với bần nông thì thu thuế bằng 1,2% thu nhập, trung nông thu 3,5% thu nhập còn đối với phú nông thì thu 5,6% thu nhập. Do mức thuế thấp nên năm 1921, nhà nước chỉ thu được 240 triệu pút lúa mỳ so với 423 triệu pút trưng thu trước đây. Nhưng để bù lại, do nông dân hăng hái sản xuất, mở rộng diện tích nên tổng sản lượng lương thực của xã hội và các nông sản khác đã tăng lên
Ngay trong năm 1921, vụ thuế lương thực đầu tiên đạt 90% (mặc dù bị hạn hán và nạn đói nghiêm trọng); từ năm 1922 đến năm 1925, sản lượng lương thực đã tăng từ 56,3 triệu tấn lên 74,7 triệu tấn, nông nghiệp được phục hồi và phát triển, kéo theo sự khôi phục của công nghiệp, thương nghiệp và giao thông vận tải, tình hình chính trị - xã hội dần dần được ổn định

### Diễn biến liên quan
Những người Bolshevik đã bắt đầu một chiến dịch quốc hữu hóa tài sản của nhà thờ Chính thống giáo vào năm 1922. Trong năm đó, một lượng tài sản hơn 4,5 triệu rúp vàng của Giáo hội Chính thống đã bị tịch thu. Trong đó, có hơn một triệu rúp vàng đã được sử dụng để cứu trợ nạn đói, còn lại được sung vào ngân sách nhà nước.
Ngày 30 tháng 9 năm 1921, tại một cuộc họp của Hội Quốc liên tại Geneva, Tiến sĩ Fridtjof Nansen cáo buộc chính phủ của các quốc gia thành viên của Hội Quốc liên (với nòng cốt là Anh, Pháp, Nhật) muốn giải quyết vấn đề Bolshevik ở Nga thông qua nạn đói và cái chết của 20 triệu người. Ông lưu ý rằng các đề nghị hỗ trợ 5 triệu bảng cho nước Nga (chỉ bằng một nửa chi phí để đóng 1 tàu chiến) vẫn chưa được chính phủ các nước châu Âu trả lời. Và bây giờ, khi Hội Quốc liên thông qua nghị quyết, nghị quyết này chỉ nói rằng cần phải "làm gì đó" cho nước Nga, nhưng từ chối thực hiện các biện pháp cụ thể. Hơn nữa, đại diện của Vương quốc Nam Tư còn đề xuất một nghị quyết đổ tất cả trách nhiệm cho nạn đói lên chính phủ Nga và còn tuyên bố: "Chúng tôi sẽ không đưa một xu cho những kẻ đến từ Moscow... về hai tệ nạn - nạn đói và chủ nghĩa bôn-sê-vích, tôi coi điều sau là tồi tệ nhất". Theo phóng viên, các phái đoàn khác cũng có ý kiến tương tự, nhưng họ đã bày tỏ nó dưới câu từ mềm mỏng hơn.

## Sách tham khảo
- Kennan, George Frost (1961), Russia and the West under Lenin and Stalin, Boston, tr. 141–50, 168, 179–85{{Chú thích}}:  Quản lý CS1: địa điểm thiếu nhà xuất bản (liên kết). Default reference for the historical and aftermath sections.
- ———————— (1979), The Decline of Bismarck's European Order: Franco-Russian Relations, 1875–1890, Princeton, tr. 387{{Chú thích}}:  Quản lý CS1: địa điểm thiếu nhà xuất bản (liên kết).
- Fromkin, David: Peace to End All Peace (1989 hc) p. 360 (on Tsarist corruption and the closure of the Dardanelles).
- Furet, François (1999) [1995], Passing of an Illusion.
- Breen, Rodney (1994), "Saving Enemy Children: Save the Children's Russian Relief Organisation, 1921–1923", Disasters, 18 (3): 221–37, doi:10.1111/j.1467-7717.1994.tb00309.x, PMID 7953492.
- Werth, Nicolas; Panné, Jean-Louis; Paczkowski, Andrzej; Bartosek, Karel; Margolin, Jean-Louis (tháng 10 năm 1999), Courtois, Stéphane (biên tập), The Black Book of Communism: Crimes, Terror, Repression, Harvard University Press, tr. 92–97, 116–21, ISBN 978-0-674-07608-2.
- Trotsky, Leon My Life (1930) Chapter 38 His advice to Lenin.
- Alexander N. Yakovlev. A Century of Violence in Soviet Russia. Yale University Press, 2002 ISBN 0-300-08760-8 pp 155–56.
- Pipes, Richard (1995) [1994], Russia under the Bolshevik regime 1919–1924, London: Vintage, ISBN 0-679-76184-5.